# Guitar Hero Live

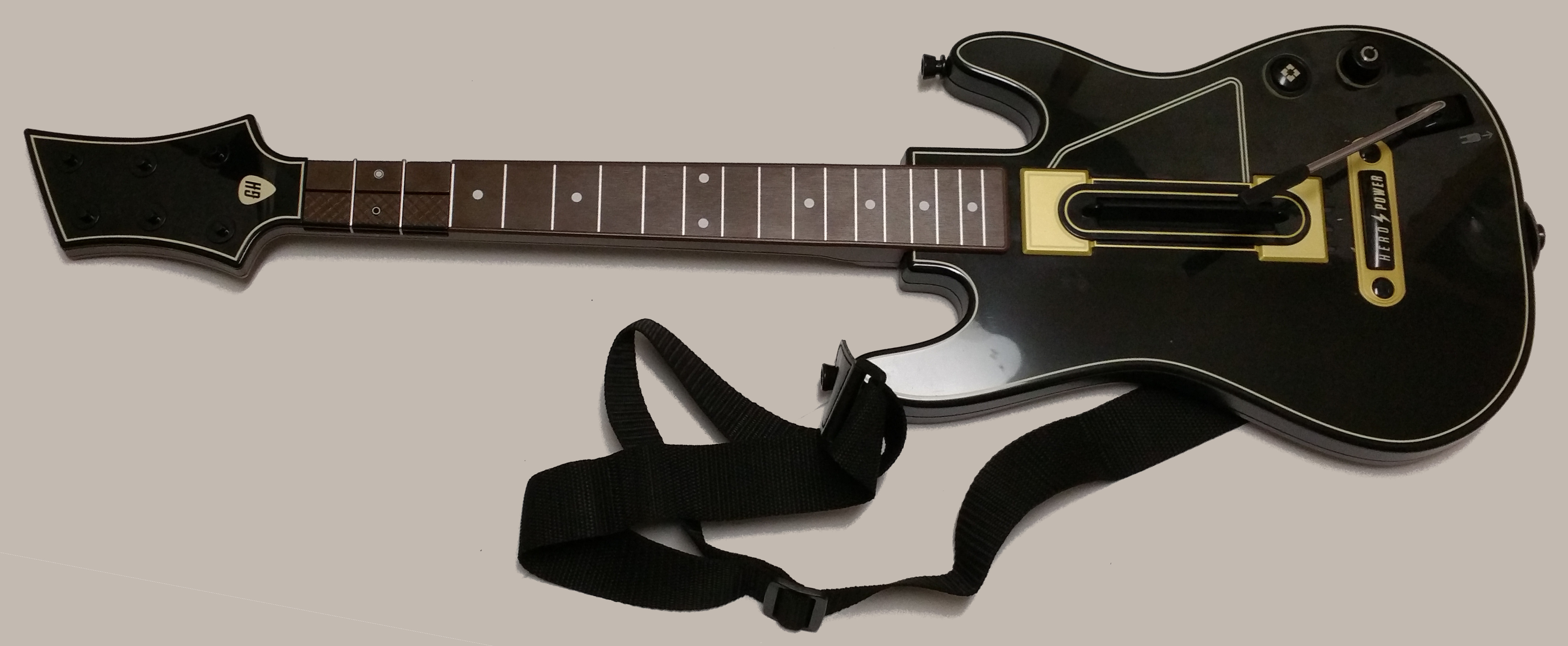
Guitarra do Guitar Hero Live.

Guitar Hero Live é um jogo eletrônico de ritmo desenvolvido pela FreeStyleGames e publicado pela Activision. É o sétimo jogo da linha principal da série Guitar Hero. O jogo foi lançado para PlayStation 3, PlayStation 4, Wii U, Xbox 360 e Xbox One em outubro de 2015; e para dispositivos iOS, como o Apple TV, em novembro de 2015.